# The Terrible People
The Terrible People é um seriado estadunidense de 1928, gênero aventura, dirigido por Spencer Gordon Bennet, em 10 capítulos, estrelado por Allene Ray e Walter Miller. Produzido e distribuído pela Pathé Exchange, veiculou nos cinemas estadunidenses entre 5 de agosto e 7 de outubro de 1928. Foi baseado no livro “The Terrible People”, de Edgar Wallace.
Este seriado é considerado perdido, pois apenas alguns fragmentos sobreviveram.
Em 1960 seria feito um remake alemão, Die Bande des Schreckens.

## Elenco
- Allene Ray - Nora Sanders
- Walter Miller - Arnold Long
- Larry Steers - Jack Crayley
- Al Craven - Joshua Monkford (creditado Allen Craven)
- Alyce McCormick (Joy Auburn) - Alice Cravel
- Wilfrid North - Godley Long
- Frederick Vroom - Clayton Shelton (creditado Fred Vroom)
- Thomas Holding - Sonny Cravel
- Gilbert Clayton - Krill
- Billy Bletcher - Proody (creditado William Bletcher)
- Mary Foy

## Capítulos
1. The Penalty
2. Disaster
3. The Claws of Death
4. Hidden Enemies
5. The Disastrous Rescue
6. The House of Peril
7. In the Enemy's Hands
8. The Dread Professor
9. The Death Trap
10. The Capture

Fonte: 